# Pla de Ginolas
El Pla de Ginolas és un jaciment arqueològic al municipi de Mediona (Alt Penedès), inclòs a l'Inventari del Patrimoni Arqueològic i Paleontològic de Catalunya.
Tot i que pràcticament està destruït a conseqüència de la remodelació del camp de conreu on es troba se sap que va ser un taller de sílex datat del Paleolític superior final (11000 -7000 ane) i epipaleolític antic (indiferenciat) amb més de tres-centes restes de talla trobades. El jaciment va ser prospectat durant el 1989 per J. Gallart i les restes van sortir a la llum durant la remoció dels terrenys agrícoles. S'hi ha localitzat una indústria de sílex, amb algunes restes de quars on hi ha dos gratadors, vuit nuclis centrípets irregulars, dotze ascles i fragments d'ascla amb retocs discontinus simples. Les restes es conserven al museu municipal de Mediona.
Predomina la tècnica sobre ascla (90%), d'un conjunt total de 300 elements recollits. Davant d'aquestes característiques es pot datar el jaciment en el Paleolític Superior Final, pel baix percentatge d'osques i denticulats i pel predomini de la tècnica de talla de l'ascla, a més de la presència dels gratadors.